# Ana Brun
Ana Patricia Abente Brun é uma atriz e advogada paraguaia que fez sua estreia no cinema como Chela no filme As Herdeiras (2018) de Marcelo Martinessi. O papel lhe rendeu o Urso de Prata de melhor atriz no 68º Festival de Cinema de Berlim.